# Dzwonnica w Podolińcu

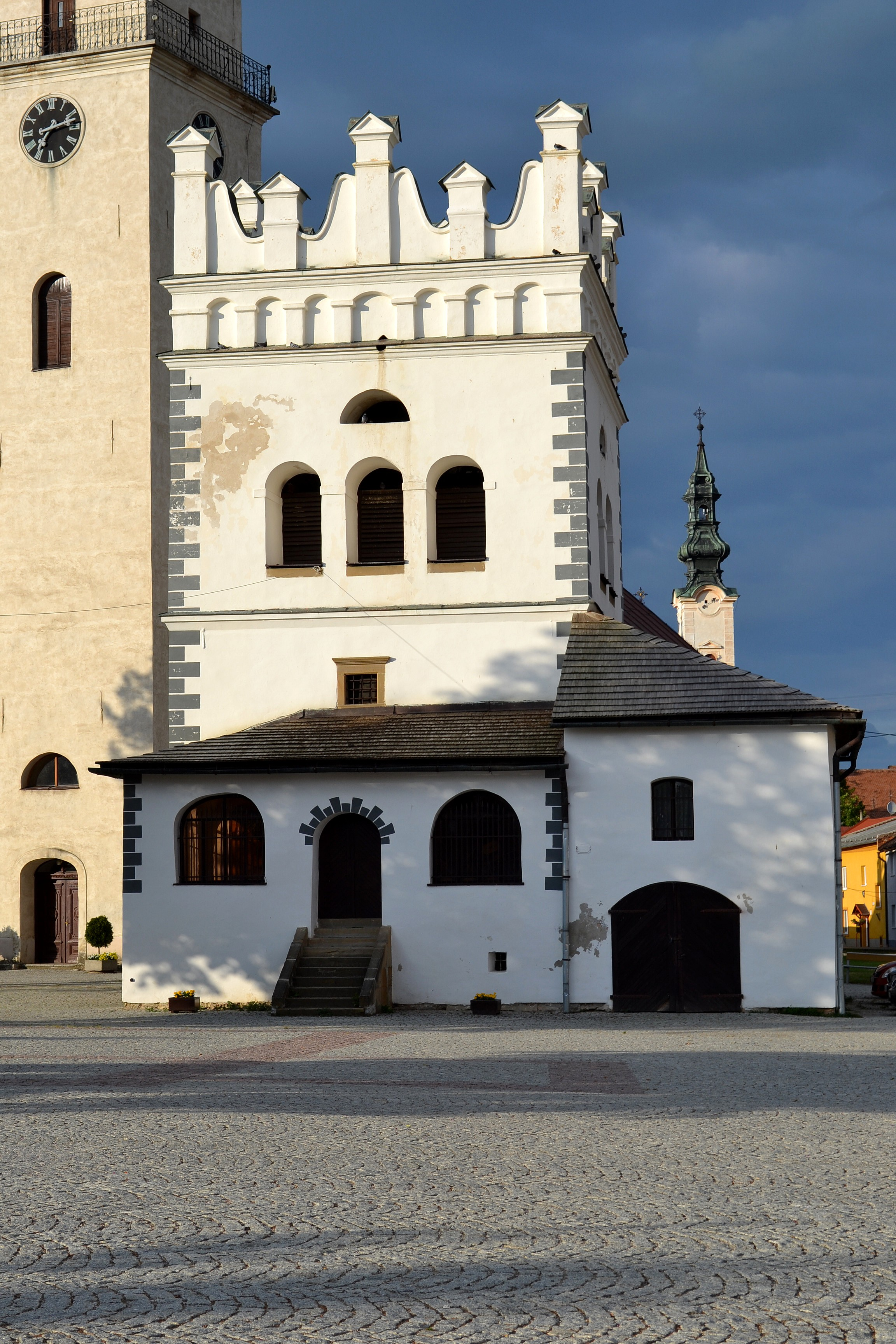
Dzwonnica w Podolińcu

Dzwonnica w Podolińcu – renesansowa budowla, wznosząca się obok kościoła Wniebowzięcia Najświętszej Marii Panny w mieście Podoliniec na Spiszu, na Słowacji.
Znajduje się w centralnej części wrzecionowatego rynku miasta. Jest usytuowana niesymetrycznie zarówno w stosunku do osi rynku jak i osi kościoła. Została zbudowana w 1659 r. w kształcie prostopadłościennej, dwukondygnacyjnej wieży nakrytej dachem pogrążonym i zwieńczonej typową dla wschodniosłowackiego renesansu attyką. Podstawę attyki tworzy fryz arkadkowy ze ślepymi arkadami. Kondygnacje rozdziela wąski gzyms. Na piętrze, pełniącym rolę izby dzwonowej, podwójne lub potrójne oka zamknięte u góry półkoliście. Po stronie południowej dobudówka ze schodami, wiodącymi na piętro.
W dzwonnicy wiszą dwa gotyckie dzwony o rozmiarach 80 i 100 cm. Starszy z nich pochodzi z 1392 r.